# Alejo Pérez
Alejo Pérez (Buenos Aires, 3 mei 1974) is een Argentijnse dirigent. Hij werkte in 2018 samen met choreograaf Sidi Larbi Cherkaoui en kunstenares Marina Abramović aan een bewerking van Pelléas et Mélisande van Claude Debussy voor Opera Ballet Vlaanderen. Sinds seizoen 2019-2020 is hij muziekdirecteur van het Symfonisch Orkest van Opera Ballet Vlaanderen. In 2020 dirigeerde hij Turandot van Puccini, geregisseerd door kunstenaar Ai Weiwei, in Teatro Dell’Opera Di Roma.

## Biografie
Pérez studeerde piano in Buenos Aires. Hij volgde compositielessen bij Franco Donatoni en directielessen bij Sir Colin Davis in Dresden. Met een beurs ging hij in 1999 bij dirigent Peter Eötvös studeren aan de Hochschule für Musik Karlsruhe. Later werd hij assistent van Eötvös en regisseerde hij diens opera's Angels in America en Lady Sarashina. In 2003 won hij de dirigentenwedstrijd van de Duitse Musikhochschulen. Hij ontving meerdere beurzen: van Internationale Ensemble Modern Akademie, Internationale Bachakademie Stuttgart, Richard Wagner Stiftung, Mozarteum Argentino en Fundación Teatro Colón.
In 1997 richtte hij in Buenos Aires het Ensemble XXI op. Hij werkte met het Orquesta Filarmonica de Buenos Aires, Orquesta Sinfonica Nacional de Argentina en Camerata Bariloche en in Teatro Colon. In 1999 ging zijn opera Tenebrae, in samenwerking met het Experimental Centre of the Teatro Colon, daar in première. In 2005 richtte hij het ensemble Moderna Buenos Aires op. In 2006 dirigeerde hij het voor het eerst het Orquesta Sinfónica Nacional de Chile.
Van 2005 tot 2007 was hij assistent van dirigent Christoph von Dohnányi, bij het NDR Sinfonieorchester in Hamburg. Hij was ook assistent van Bernhard Kontarsky, Michael Levinas en Michael Gielen. Tussen 2009 en 2012 was hij muzikaal leider van Teatro Argentino de La Plata, waar hij opvoeringen leidde van Nabucco van Giuseppe Verdi en van Tristan en Isolde en Das Rheingold van Richard Wagner. In 2010 dirigeerde hij een opvoering van Symfonie nr. 8 van Gustav Mahler met een groot orkest en een aantal koren in het Luna Parkstadion in Buenos Aires. Hij werkte nauw samen met de Opéra de Lyon, waar hij opera's van Debussy, Schrekers, Stravinsky en Henzes dirigeerde.
In 2010 begon hij in het Teatro Real in Madrid te dirigeren, onder intendant Gerard Mortier. Hij werkt daar samen met Orquesta Sinfónica de Madrid, voor concerten met Plácido Domingo, Teresa Berganza en Ian Bostridge. Hij dirigeerde hier ook tijdens nieuwe producties van Die Eroberung von Mexico van Wolfgang Rihm, Ainadamar van Osvaldo Golijov, Don Giovanni van Wolfgang Amadeus Mozart en Death in Venice van Benjamin Britten en werkte samen met regisseurs Pierre Audi, Willy Decker en Peter Sellars.
Als dirigent werkte hij ook met het Philharmonia Orchestra, Orchestre de la Suisse Romande, SWR Symphonieorchester, Deutsches Symphonie-Orchester Berlin, Ensemble Modern, Ensemble InterContemporain, Klangforum Wien, Orchestre Philharmonique de Radio France, Tokyo Metropolitan Symphony Orchestra, Deutsche Kammerphilharmonie Bremen, Gürzenich-Orchester en Tonkünstler-Orchester Niederösterreich. Hij trad op in Teatro Colón in Buenos Aires, Semperoper in Dresden, Lyric Opera of Chicago, Staatsoper Stuttgart, Oper Frankfurt, Opera van Leipzig, Oper Köln, Opéra national de Paris, Opéra Bastille, Teatr Wielki en Lithuanian National Opera and Ballet Theatre.
In 2015 bracht hij op de Salzburger Festspiele een succesvolle concertproductie van Werther van Jules Massenet, in de Koninklijke Muntschouwburg in Brussel een nieuwe productie van Powder Her Face van Philip Hensher en Thomas Adès en in het Operahuis in Oslo een nieuwe productie van Lady Macbeth of the Mtsensk District van Dmitri Sjostakovitsj. In 2016 stond hij opnieuw op de Salzburger Festspiele, voor een nieuwe enscenering door Reinhard von der Thannen van Faust van Charles Gounod.
Voor Opera Ballet Vlaanderen maakte hij in 2018 een bewerking van Pelléas et Mélisande van Claude Debussy. De regie en choreografie waren van Sidi Larbi Cherkaoui en Damien Jalet. Decor en concept waren van kunstenares Marina Abramović. Met regisseur David Alden bracht hij daar eind 2018 ook Lohengrin van Wagner. Met ingang van het seizoen 2019-2020 is Pérez muziekdirecteur van het Symfonisch Orkest van Opera Ballet Vlaanderen, een orkest waarmee hij "onmiddellijk een grote affiniteit voelde". Met regisseur Johan Simons bracht hij eind 2019 Don Carlos van Verdi. Begin 2020 volgde Der Schmied von Gent van Franz Schreker, met regisseur Ersan Mondtag. In 2021 brengt hij met het Symfonisch Orkest Opera Ballet Vlaanderen en zangeres Aphrodite Patoulidou de voorstelling La nuova Euridice secondo Rilke in deSingel in Antwerpen.
In maart 2020 dirigeerde hij Turandot van Giacomo Puccini, geregisseerd door kunstenaar Ai Weiwei, in Teatro Dell’Opera Di Roma.

## Discografie
- Scheherazade | Scythian Suite - van Nikolai Rimsky-Korsakov | Serge Prokofiev, door SWR Sinfonieorchester Baden-Baden Und Freiburg, Alejo Pérez & Kirill Karabits (Hänssler Classic/SWR Music – 2012)[22]